# Acacia jucunda
Acacia jucunda — вид квіткових рослин з родини бобових. Ареал: Австралія (Новий Південний Уельс, Квінсленд).

## Середовище
Росте в сухих евкаліптових лісах.

## Біоморфологічна характеристика
Це випростаний або розлогий кущ або невелике дерево 2,5–8 метрів заввишки. Цвіте з липня по вересень, плодоносить через два-три місяці. Має гладку або дрібно потріскану кору сірого кольору та голі гілки, часто вкриті дрібним білим порошком. Вічнозелені, сіро-зелені філодії прямі або злегка зігнуті, від прямоланцетної до вузько видовжено-еліптичної форми, мають довжину від 4 до 6,5 см і ширину від 5 до 20 мм, мають дрібні випростані волоски, з помітною середньою жилкою.